# 배성재의 텐
《배성재의 텐》은 배성재의 주말 유나이티드의 후속작으로, 2016년 SBS 라디오 봄 개편으로 신설되어 배성재의 진행으로 매일 밤 10시부터 밤 11시까지 SBS 파워FM(전국, 수도권 기준 FM 107.7MHz)에서 방송되는 연예오락, 토크 쇼 전문 라디오 프로그램이다. 키 스테이션(네트워크 프로그램을 내보내는 중앙국)인 SBS를 비롯한 9개 지역 민방 네트워크를 통해서 전국적으로 일제히 송출하고 있다. 녹음방송은 '생녹방'이라 하여 녹음 과정을 카카오 TV팟을 통해 생중계로 볼 수 있으며, 실시간 채팅을 통해서 청취자들의 재미있는 글을 통해 이어서 생방송 과정을 보는 라디오로 진행한다. 따라서 모든 방송을 화면으로 볼 수 있다. 단, 이 프로그램은 모두 전국방송이다. 2026년 3월 28일에 방송 10주년을 맞는다.

## 코너 소개
매일 코너
- 프리선언 (평일) - 자유 주제로 청취자들의 사연을 간단하게 소개해 준다.
- 사연과 신청곡

요일 코너
- 월요일 : 특명 배디의 도전
- 화요일 : 대충 결정해드립니다 (고정 게스트 : 인플루 언서 김지영)
- 수요일 : 오 좋네 상담소 (고정 게스트:오존)
- 목요일 : N들이 사는 세상 (고정 게스트 : 이종범)
- 금요일 : THE잡 퀴즈쇼 (고정 게스트 : 러블리즈 유지애, 정예인)
- 토요일 : 월간 코너 /  [월간 잇섭] 상남자템 리뷰쇼! 추천 잇섭?(고정게스트: 잇섭) /먹방 월드컵(고정게스트: 골 때리는 그녀들 fc 스트리밍 파이터 일주어터)
- 일요일 : 판까지마.피아 (고정 게스트 : 유희관)

## 비정규 코너
- 프로듀스 1077 - 오디션 프로그램 '프로듀스 101'과 SBS 파워FM의 주파수 107.7MHz를 조합한 이름으로, '배성재가 잘 나가는 여성 스타를 1077명 만날 때까지 계속된다'는 설정으로 여성 스타를 게스트로 초대한다. 이 코너가 있는 날에는 원래 요일별로 지정된 코너를 진행하지 않고 1시간 내내 프로듀스 1077로만 진행한다. 이 코너의 첫 출연자는 시크릿 멤버 전효성이었다. (2016년 3월 31일 생방)
- 랜선스타 초대석 - 인터넷으로 화제가 되는 인물들을 초대하고 있다. 첫 코너 출연자는 장삐쭈 (2016년 10월 16일 생녹방) 유튜브 크리에이터, 트위치 파트너 스트리머 인물이다.
- 불혹인것은 불혹인 것이다 - (2019년 1월 1일 새해특집)
- 선물대방출 특집 - (2019년 6월 5일)
- FIFA U-20 월드컵 특집 - (2019년 6월 11일 ~ 12일)
- 2019년 추석 특집 생방송 - (2019년 9월 13일)
- 쌍텐절 특집 방송 - (2019년 10월 10일)
- 쇼미더 펭픽
- 호민이 편한 가불판단소 - 특별게스트 주호민 - (2020년 3월 6일)[1]
- 우리는 신청곡의 시대에 살고있다 - (2020년 8월 25일 코로나19 확진자로 인하여 당일 코너 취소)
- 더 지니어스! 능력자님들 - (2021년 7월 15일)
- 비연애 참피언스리그 (약칭 '비참') - 특별게스트 던밀스 - (2021년 11월 24일)
- 연말연시 BGM 특집방송 취미의 신과 함께 - 특별게스트 데프콘 - (2021년 12월 29일)
- 배텐을 바꾸는 시간 - 특별게스트 (안윤상) - (2021년 1월 9일)
- 말년Lee 편한 소인배판단소 - (고정 게스트 : 이말년), 특별게스트 주호민 - (2021년 1월 8일, 1월 15일)

## 폐지된 코너
- 금요일 : 내 마음의 허 (고정 게스트 : 배우 권혁수) : 2016년 10월 7일까지 방송
- 토요일 : 말년Lee 편한 상담소 (고정 게스트 : 이말년) (만화가) : 2018년 12월 22일까지 방송[2]
- 토요일 : 펭텐 (게스트 : 아이오아이 출신 배우 김소혜): 2019년 1월 12일까지 방송[3]
- 금요일 : 힙 코리아 (파일럿 게스트: 안젤리나 다닐로바 - 2019년 2월 한달동안 파일럿 게스트
- 목요일 : 베스트 10 (고정 게스트 : 이석우) (前 남성잡지 맥심코리아 에디터)(2019년 9월 26일까지 방송)
- 목요일 : 쇼 미더 펭픽 (고정 게스트 : 아이오아이 출신 배우 김소혜) (2019년 12월 12일까지 방송)
- 월요일 : THE 덕 퀴즈쇼 (고정 게스트 : 개그맨 정용국) (2020년 4월 20일까지 방송)
- 금요일 : 힙 코리아 시즌2 (고정 게스트:사토 모에카) (2020년 5월 8일까지 방송)[4]
- 금요일 : 쇼 미더 펭픽 시즌2 (고정 게스트 : 아이오아이 출신 배우 김소혜) (2020년 7월 7일까지 방송 / 생녹방은 2020년 6월 30일)
- 화요일 : 불편한 것은 불편한 것이다 (고정 게스트 : 나미춘 윤태진)
- 화요일 : 리빙 포인트 (고정 게스트 : 나미춘 윤태진)
- 일요일 : 콩까지마.피아 (고정 게스트 : 프로 게임머 홍진호)
- 화요일 : 아재판독기 시즌 2 (고정 게스트 : 나미춘 윤태진)
- 토요일 : 말년Lee 편한 가불판단소 (고정 게스트 : 작가 이말년)
- 화요일 : 대충 결정해드립니다 (고정 게스트 : 나미춘 윤태진) (2023년 11월 14일까지 방송)
- 수요일 : 비연애 참피언스리그 (약칭 '비참') (고정 게스트 : 박문성) (2024년 3월 13일까지 방송)

이 중 매주 화요일 마다 방송한 불편한 것은 불편한 것이다 리빙 포인트 아재 판독기 대출 결정해 드립니다 까지 방송하며 시청자 들에게 사링을 듬뿍 받은 나미춘 윤태진 아나운서 는 배성재의 텐 떠나고 2023년 11월 20일 밤 8시 부터 10시 까지 mbc fm4u 윤태진 의 fm데이트를 진행하고 있다
- 수요일 :인싸이즈아웃(고정게스트: 배우 지예은) (2024년 9월 25일까지 방송)
- 월요일 : 막 나가는 용한 상담소 (고정 게스트 : 개그맨 정용국) (2024년 10월 28일까지 방송)

## 특별 코너
- 시노자키 아이 특별 출연 (2017년 11월 10일)
- 안젤리나 다닐로바 특별출연 (2019년 1월 19일, 12월 19일)
- 윤수현 특별출연 (2019년 1월 26일)
- 영화 크리에이터 이승국 특별출연 (2019년 2월 2일) 출처: 유튜브
- 2019년 호월히일 특집코너 - 최기환, 김선재 (2019년 5월 2일)[5]
- 쇼미더 펭픽  김소혜 특별출연 (2019년 10월 17일)
- 운동의 신과 함께 - 양치승 특별 출연 (2019년 12월 15일)
- 직장의 신과 함께 - 김태욱 특별 출연 (2019년 12월 15일)
- 연예의 신과 함께 - 방송인 미자 특별 출연 (2019년 12월 22일)
- 2019년 성탄절 특별코너 -  이석우 (前 남성잡지 맥심코리아 에디터) 특별출연 (2019년 12월 25일)
- 배텐은 강소라를 해치지않아(2020년 1월 9일)
- 배텐 신년특집 - 돈의 신과함께 - 슈카(방송인)(2020년 1월 12일)
- 배텐 신년특집 - 1인의 방송 신과함께 - 도티(2020년 2월 6일)출처: 유튜브
- 배텐 특별기획 - 장사의 신과 함께 - 김상혁 (2020년 2월 16일)
- 신과 함께 - 특별게스트 주호민 - (2020년 2월 28일)
- 배텐 소소소한 4주년 특집 - 정용국 (2020년 3월 28일)
- 배텐 만우절 특집코너 비연애 참피언스리그 - 박문성, 깜놀게스트 유지애 (2020년 4월 1일)
- 2020년 호월히일 특집코너 - 최기환, 김선재 (2020년 5월 2일)
- 레전드 스타 초대석 - 이승우 (2020년 5월 13일)
- 청취율조사기간 스페셜 게스트 - 신동현(칼럼리스트) / 박지성, 김민지 (2020년 7월 12일)
- 패션의 신과함께 - 서수경 스타일리스트 (2020년 7월 17일)
- 함께하는 추석. 나누는 기쁨 <언택트,비 해피> (2020년 10월 1일)
- 배텐 가족오락관 (2020년 10월 4일)
- 똑똑한 정리 공간정리 디자이너 - 정희숙 대표 (2020년 10월 11일)
- 4주 4색 김소혜 스페셜 - 김소혜
- 김소혜 모의고사 (2021년 1월 16일)
- 펭디의 일침 (2021년 1월 23일)
- 미니 월드컵 - 파이류 과자 월드컵 (2021년 2월 7일)
- 가족이 정말 꼰묘꼰묘해 (2021년 2월 12일)
- 소혜야, 전화가 받고 싶어? (2021년 2월 14일)
- 2020 도쿄 올림픽 스페셜 - 최용수, 장지현 (2021년 7월 25일)
- 놀라운 수요일 솔라시 마켓 - 우탄, 버기 (2022년 2월 2일)
- 쌔끈한 상담소 - 던밀스 (2022년 2월 2일)
- 대충 결정해드립니다 스페셜 - 효연 (2022년 5월 24일)
- 놀이공원의 신과 함께 - 티타남 (2022년 6월 12일)
- 막나가는 후덕 상담소 - 배성재(스페셜DJ: 정용국) (2024년 4월  1일)
- 뚱한 상담소 - 일주어터 (2024년 7월 8일)
- 고민상담하 샘 - 샘 해밍턴 (2024년 11월 25일)

## 임시 DJ
관련 항목
- 2016년 8월 5일 ~ 7일 : 김환
- 2016년 8월 8일 ~ 14일 : 산이
- 2016년 8월 15일 ~ 21일 : 민경훈
- 2016년 8월 22일 : 은하, 유주
- 2016년 8월 23일 ~ 25일 : 이상민
- 2018년 2월 12일 ~ 2월 23일 : 권혁수[6]
- 2018년 4월 2일 ~ 4일 : 이말년[7]
- 2018년 4월 5일 ~ 4월 8일: 장예원
- 2018년 7월 2일 ~ 2018년 7월 16일, 2018년 8월 20일 ~ 2018년 9월 3일: 주시은
- 2018년 6월 18일 ~ 2018년 6월 24일 : 홍진호[8]
- 2018년 6월 25일 ~ 7월 1일 : 윤태진
- 2019년 9월 10일 : 장예원[9]
- 2021년 7월 23일 ~ 8월 8일: 2020년 하계 올림픽 경기 중계 관계로 게스트가 임시 DJ로 편성될 수도 있음. (녹음방송은 제외)[10]
  - 2021년 7월 28일: 박문성
- 2021년 11월 22일 ~ 25일: 넉살[11]
- 2022년 2월 2일 ~ 6일: 넉살
- 2022년 2월 7일 ~ 11일: 윤태진
- 2022년 2월 12일 ~ 13일: 이말년
- 2022년 2월 14일 ~ 20일: 이종범
- 2022년 2월 21일: 유지애
- 2022년 2월 22일: 홍진호
- 2022년 3월 8일 ~ 11일, 13일, 20일: 넉살
- 2022년 11월 21일 ~ 27일: 주우재
- 2022년 11월 28일 ~ 12월 2일: 오하영
- 2022년 12월 3일 ~ 12월 4일: 조나단
- 2022년 12월 5일 ~ 2022년 12월 11일: 넉살
- 2023년 7월 24일 ~ 7월 26일/7월 28일: 수빈
- 2023년 7월 27일, 7월 30일: 넉살
- 2024년 1월 15일 ~ 19일: 예원
- 2024년 1월 22일 ~ 28일, 2월 4일: 이시언
- 2024년 1월 29일 ~ 2월 1일: 은하
- 2024년 2월 2일 ~ 3일: 조나단 욤비
- 2024년 2월 5일 ~ 11일: 정예인
- 2024년 2월 12일 ~ 14일: 일주어터
- 2024년 7월 24일 ~ 26일: 유희관
- 2024년 7월 29일 ~ 31일 / 8월 2일: 임우일
- 2024년 8월 1일  / 3일 ~ 4일: 넉살
- 2024년 8월 5일 ~ 11일: 김풍
- 2025년 5월 15일 ~ 19일: 허영지
- 2025년 5월 20일 ~ 25일: 우원재
- 2025년 5월 26일 ~ 28일: 오존

## 같이 보기
관련 항목
- 연예오락
- 토크 쇼

방송 프로그램
- 최백호의 낭만시대 (SBS 러브FM)
- 당신을 위한 BGM (cpbc FM)

## 수상 목록
- 2022년 SBS 연예대상
  - 라디오 부문 방송작가상 (조혜정)